# Synallaxe des cactus
Pseudasthenes cactorum
Espèce
Statut de conservation UICN

 LC  : Préoccupation mineure
Le Synallaxe des cactus (Pseudasthenes cactorum) est une espèce d'oiseaux de la famille des Furnariidae.

## Répartition
Cet oiseau est endémique de l'ouest du Pérou.

## Sous-espèces
Selon la classification de référence du Congrès ornithologique international (version 3.3, 2013), cet oiseau est représenté par trois sous-espèces :
- Pseudasthenes cactorum cactorum (Koepcke, 1959) ;
- Pseudasthenes cactorum monticola (Koepcke, 1965) ;
- Pseudasthenes cactorum lachayensis (Koepcke, 1965).